# Peperone di Voghera
Il peperone di Voghera, detto peperone bianco di Voghera (püvrón biänc äd Vugherä in dialetto Oltrepadano) è una varietà di peperone tipica della zona di Voghera, Oltrepò Pavese in provincia di Pavia.
È una cultivar di Capsicum annuum dolce, con pericarpo sottile e basso contenuto di acqua, non ha colore bianco ma di un verde chiarissimo prima del viraggio e giallo o giallo-aranciato quando giunge alla fase avanzata di maturazione.

## Caratteristiche[2]
Di forma cubica con altezza, larghezza e profondità quasi uguali (8-12 cm), con varianti più allungate e tondeggianti. Ha costolatura a quattro coste, delle quali una può essere un po’ più lunga e ad uncino.
La polpa è sottile e poco acquosa, consistente, resistente al trasporto e alla conservazione.
Il sapore è dolce e delicato, grazie a un elevato contenuto di zuccheri e a una ridotta percentuale di acqua, il profumo è persistente ed è ricco di vitamina C e di antiossidanti.

## Storia
Ha avuto un’ampia diffusione all'interno dell’area di produzione, del mercato italiano ma anche europeo e statunitense negli anni compresi tra il 1920 e il 1950, quando una malattia ne compromise la produzione commerciale.
Solamente nel 2006 si ricomincia nuovamente a produrne piccole quantità, in seguito a una fase di ricerca sperimentale voluta da un gruppo di produttori e condotta dai ricercatori scientifici dell’ITA Gallini di Voghera, dall’Istituto di Patologia Vegetale dell’Università di Milano e dal CRA (Centro Ricerca Agraria) di Montanaso Lombardo (LO).

## L'associazione PepeVo
Dopo aver raccolto tutte le informazioni riguardanti le caratteristiche qualitative del prodotto nel 2008 si costituisce l'Associazione per la tutela e la valorizzazione del Peperone di Voghera (PepeVo), senza fini di lucro e con marchio registrato.
Ha redatto un disciplinare di produzione nel quale si specificano: morfologia, zone di produzione, tecniche di coltivazione, conservazione e moltiplicazione della varietà.

## Sagra
Sagra del peperone di Voghera.

## Utilizzo
È usato in cucina crudo in insalata, cotto in peperonata, nella trippa, come mostarda o confettura, e nel risotto alla vogherese.